# Nevigyén
Nevigyén (1899-ig Nevidzény, szlovákul Nevidzany) község Szlovákiában, a Trencséni kerületben, a Privigyei járásban.

## Fekvése
Privigyétől 20 km-re északnyugatra fekszik.

## Története
1229-ben „Nywg” alakban említik először. 1332-ben „Neuegen”, 1337-ben „Nouidzen” néven írják, ekkor a Bossányi, később több nemesi család birtoka. 1382-ben „Neuygen”, „Nyuygen”, „Neuden”, 1409-ben „Newiczin”, 1444-ben „Newidyen”, „Nevydczen” alakban szerepel a korabeli forrásokban. 1553-ban 4 portája adózott. A Rudnayak, majd 1554-től a lévai uradalom a birtokosai. A 17. században a töröknek fizetett adót. 1715-ben 11 adózója volt. 1778-ban 42 jobbágy és 3 zsellércsalád, összesen 360 lakos élt itt.
A 18. század végén Vályi András így ír róla: „NEVICZIN. Tót falu Nyitra Várm. földes Ura Bossányi Uraság, lakosai katolikusok, fekszik Kosztolnafalvának szomszédságában, és annak filiája, fája van, gyűmöltse, legelője elég; piatzozása német Prónán, és Privigyén, réttye, földgye, középszerű.”
1828-ban 60 háza és 411 lakosa volt, akik főként mezőgazdasággal, gyümölcstermesztéssel, később idénymunkákkal foglalkoztak.
Fényes Elek 1851-ben kiadott geográfiai szótárában így ír a faluról: „Nevedsén, tót falu, Nyitra vmegyében, Kosztolnafalva fiókja: 411 kath. lak. F. u. a Bossányi család. Ut. postája Privigye.”
1866-ban tagosítás volt a községben. 1887-ben csaknem az egész falu leégett.
Borovszky Samu monográfiasorozatának Nyitra vármegyét tárgyaló része szerint: „Nevidzén, tót község, a Magura nyugoti oldalán, 400 r. kath. vallásu lakossal. Postája Nyitra-Rudnó, táviró- és vasúti állomás Nyitra-Novák. Földesurai a Rudnayak voltak. Határában hajdan aranybánya volt. A községnek a XIV. század első felében »Nevigyen« volt a neve.”
A trianoni diktátumig Nyitra vármegye Privigyei járásához tartozott.
1924-ben ismét nagy tűzvész volt a faluban, 42 ház lett a tűz martaléka.

## Népessége
| Év:            | 1994. | 2004.   | 2014.   | 2024.   |
| -------------- | ----- | ------- | ------- | ------- |
| Emberek száma: | 301   | 297     | 305     | 298     |
| Eltérés:       |       | -1,32 % | +2,69 % | -2,29 % |

| Év:            | 2023. | 2024.   |
| -------------- | ----- | ------- |
| Emberek száma: | 301   | 298     |
| Eltérés:       |       | -0,99 % |

1910-ben 471, túlnyomórészt szlovák lakosa volt.
2001-ben 312 lakosából 308 szlovák volt.
2011-ben 306 lakosából 300 szlovák.